# Сайфуллин, Инсаф Шарифуллович
Инсаф Шарифуллович Сайфуллин (род. 16 ноября 1945, Татарская АССР, СССР) — российский государственный и политический деятель. Депутат Государственной Думы Федерального Собрания Российской Федерации II созыва (1996–2000). Член партии «Наш дом — Россия». Президент Международной академии технологических наук. Доктор химических наук, профессор.

## Биография
Инсаф Сайфуллин родился 16 ноября 1945 года. В 1971 году окончил Казанский химико-технологического институт им. С.М. Кирова (КХТИ) по специальности инженер-технолог. С 1992 по 1996 год работал заместителем генерального директора производственного объединения «Елабужский автомобильный завод».
В 1994 году защитил диссертацию на соискание ученой степени доктора химических наук.
В 1996 году на выборах депутатов Государственной думы Федерального собрания II созыва избран в составе федерального списка кандидатов, выдвинутого Всероссийским общественно-политическим движением «Наш дом — Россия». В думе вошёл в Комитет по конверсии и наукоемким технологиям.
С 2001 по 2002 год — глава Управления топливно-энергетического комплекса, глава департамента организации взаимодействия с естественными монополиями и реализации соглашений о разделе продукции Министерства промышленности, науки и технологий Российской Федерации. С 2002 по 2009 год — заместитель Департамента перспективного развития, науки и экологии ОАО «Газпром». В 2009–2012 годы — генеральный директор ОАО «Нефтегазавтоматика».
С 2013 года главный научный сотрудник, заместитель научного руководителя Института машиноведения им. А.А. Благонравова Российской академии наук (ИМАШ РАН).

## Награды
- Медаль «В память 850-летия Москвы» (1997)
- Знак «Ударник 12 пятилетки» (1990)
- «Заслуженный деятель науки и техники Республики Татарстан» (1997)
- Заслуженный машиностроитель РФ (2005)

## Книги и публикации
- Состояние и перспективы реализации технологий переработки газа в синтетические жидкие топлива / Сайфуллин И.Ш., Сайфуллин Р.И. // Проблемы машиностроения и автоматизации. 2018. № 3. С. 136–144.
- Внедрение энергосберегающих технологий / Вербило А.С., Сайфуллин И.Ш. // Газовая промышленность. 2006. № 10. С. 16–18.
- О проблемах и перспективе утилизации попутного нефтяного газа в ОАО "Газпром" / Будзуляк Б.В., Шайхутдинов А.З., Сайфуллин И.Ш. // Вестник Ассоциации буровых подрядчиков. 2007. № 4. С. 5–9.
- Физические основы добычи нефти / Сайфуллин И.Ш., Язев В.А., Тетельмин В.В. // Долгопрудный, 2019.
- Малотоннажная газохимиякак эффективное средство достижения целей Ки

отского протокола / Арутюнов В.С., Резуненко В.И., Сайфуллин И.Ш. // Газовая промышленность. 2003. № 4. С. 88–90.